# Gábor Ihász

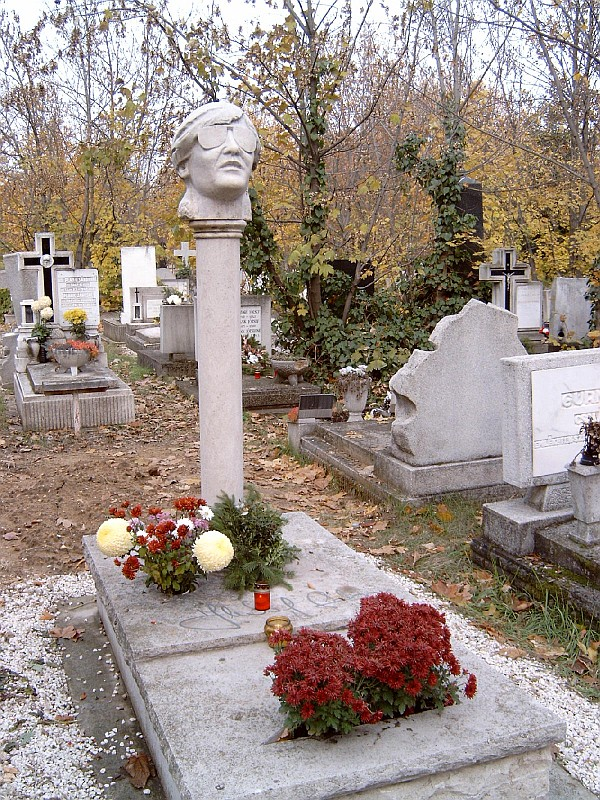
Tomba de Gábor Ihász a Budapest.

Gábor Ihász (Budapest, 29 d'octubre de 1946 – Budapest, 29 de juny de 1989) fou un cantant i compositor hongarès, germà petit de Kálmán Ihász, campió olímpic de futbol.

## Biografia
El seu pare treballava a l'exèrcit i era àrbitre de futbol al seu temps de lleure; el seu únic germà Kálmán jugava al Vasas SC, i arribà a ser part del combinat nacional hongarès que va ser campió olímpic als Jocs Olímpics d'Estiu de 1964.
Va estudiar a l'escola d'educació secundària "Irinyi János" des del 1961, i continuà els seus estudis a l'escola "Kölcsey Ferenc", a on es va graduar i va conèixer la seva futura dona, Éva Pintér, amb qui es va casar el 1966, i dos anys més tard va néixer la seva filla Adrienn.
Començà la seva carrera futbolística al Vasas SC, igual que el seu germà, però a l'edat de 20 anys, el 1966, va haver de deixar la pràctica de l'esport per causa de problemes de cor. La seva segona dona, Mária Hajós, jugava també al Vasas, en un equip d'handbol.
Va aprendre a tocar la guitarra de forma autodidacta i la seva primera cançó d'èxit va ser "Kék Csillag Fenn az Égen", a finals dels anys seixanta. Fou compositor de Pál Szécsi i va actuar en diverses ciutats amb els grups "Fonógraf", "Kék Csillag", "Express", amb artistes hongaresos com Zsuzsa Koncz, Kati Kovács, György Korda, etc. Actuà també a la ràdio i televisió i va enregistrar dos discs (1980 i 1983), més un que aparegué pòstumament.
És considerat el primer pare de la música pop hongaresa. Una de les seves cançons, "Múlnak a gyermekévek", que és una visió nostàlgica i sensible de la infantesa, és coneguda per la major part dels hongaresos, fins i tot pels més joves. Segons la seva filla Adrienn, era una persona molt alegre, i va gaudir la vida al màxim, fet que va incloure el consum d'un a dos paquets de tabac diaris, causa molt probable del càncer de pulmó que posà fi a la seva vida amb només 43 anys. Però, com diu la seva filla, "no crec que es penedís de res, perquè la seva vida va ser plena, aprofitant cada oportunitat de les que va gaudir".

## Discografia
- Ihász I. (1980)
- Ihász II. (1983)

Obres pòstumes:
- Életem, dalaim (1989)
- Múlnak a gyermekévek (1994)
- Égi Trió (Gábor Ihász, Pál Szécsi, Péter Máté) (1996)
- Amíg a szív dobog (1999)
- In memoriam Ihász Gábor